# Гибридная интеллектуальная система
гибридной интеллектуальной системой (ГиИС) принято понимать систему, в которой для решения задачи используется более одного метода имитации интеллектуальной деятельности человека. Таким образом ГиИС — это совокупность:
- аналитических моделей
- экспертных систем
- искусственных нейронных сетей
- нечётких систем
- генетических алгоритмов
- имитационных статистических моделей

Междисциплинарное направление «гибридные интеллектуальные системы» объединяет ученых и специалистов, исследующих применимость не одного, а нескольких методов, как правило, из различных классов, к решению задач управления и проектирования.

## История возникновения термина
Термин «интеллектуальные гибридные системы» появился в 1992 г. Авторы вкладывали в него смысл гибридов интеллектуальных методов, таких как экспертные системы, нейросети и генетические алгоритмы. Экспертные системы представляли символьные, а искусственные нейронные сети и генетические алгоритмы — адаптивные методы искусственного интеллекта. Однако, в основном, новый термин касался достаточно узкой области интеграции — экспертные системы и нейросети. Ниже приведены несколько трактовок этой области интеграции другими авторами:
1. «Гибридный подход» предполагает, что только синергетическая комбинация нейронных и символьных моделей достигает полного спектра когнитивных и вычислительных возможностей (способностей).
2. Термин «гибрид» понимается как система, состоящая из двух или более интегрированных подсистем, каждая из которых может иметь различные языки представления и методы вывода. Подсистемы объединяются вместе семантически и по действию каждая с каждой.
3. Ученые Центра Искусственного интеллекта Cranfield University (Англия) определяют «гибридную интегрированную систему» как систему, использующую более чем одну компьютерную технологию. Причем технологии накрывают такие области, как системы, основанные на знаниях, коннекционистские модели и базы данных. Интеграция технологий дает возможность использовать индивидуальную силу технологии для решения специфических частей задачи. Выбор технологий, внедряемых в гибридную систему, зависит от особенностей решаемой задачи.
4. Специалисты из University of Sanderland (Англия), входящие в группу HIS (англ. Hybrid Intelligent Systems), определяют «гибридные информационные системы» как большие, сложные системы, которые «бесшовно» (цельно) интегрируют знания и традиционную обработку. Они могут предоставлять возможность хранить, искать и манипулировать данными, знаниями и традиционными технологиями. Гибридные информационные системы будут значительно более сильными, чем экстраполяции концепций существующих систем.

## Предмет и цель разработки гибридных интеллектуальных систем
Научная область ГиИС включает исследование автономных методов для определения их преимуществ и недостатков, отношений интеграции во многом определяющих состав, архитектуру и процессы обмена и обработки информации в гибридах, идентификацию задач соответствующих гибридным системам, разработку протоколов для коммуникации между компонентами и многопроцессорные архитектуры.
Цели исследований ГиИС включают создание методов увеличения эффективности, выразительной силы и силы вывода интеллектуальных систем, преимущественно более полных, разрабатываемых с меньшими усилиями разработки, чем приложения, использующие автономные методы. В фундаментальной перспективе ГиИС могут помочь понять когнитивные механизмы и модели.

## Классификация гибридных интеллектуальных систем
В книге Методология и технология решения сложных задач методами функциональных гибридных интеллектуальных систем (Колесников А. В., Кириков И. А.) на основе аналитического обзора существующих классификаций ГиИС предложено выделять следующие пять стратегий разработки ГиИС: автономные, трансформационные, слабосвязанные, сильносвязанные и полностью интегрированные модели:
- Автономные модели приложений ГиИС содержат независимые программные компоненты, реализующие обработку информации на моделях с использованием методов из ограниченного числа классов. Несмотря на очевидную вырожденность интеграции знаний в этом случае, разработка автономных моделей актуальна и может иметь несколько целей. Такие модели — способ сравнения возможностей решения задачи двумя или более различными методами. Новая автономная модель для решения решенной задачи верифицирует уже созданное приложение и приводит к адекватным моделям. Автономные модели могут использоваться для быстрого создания начального прототипа, после чего разрабатываются приложения, требующие большего времени. Автономные модели имеют и существенный недостаток — никакая из них не может помочь другой в ситуации обновления информации — все должны модифицироваться одновременно.
- Трансформационные ГиИС похожи на автономные, так как конечный результат разработки — независимая, не взаимодействующая с другими частями модель. Основное отличие состоит в том, что такая модель начинает работать как система, использующая один автономный метод, а заканчивает как система, использующая уже другой метод. Трансформационные модели дают несколько преимуществ: быстроту создания и меньшие затраты, поскольку эксплуатируется единая модель, а окончательный метод наилучшим образом адаптирует результаты к окружению. Есть и проблемы: автоматическое преобразование одной модели в другую; существенная модификация модели, сравнимая по объёму с разработкой «заново».
- Слабосвязанные ГиИС — это, по существу, первая реальная форма интеграции, когда приложение разбивается на отдельные элементы, связываемые через файлы данных. Классификация таких моделей рассмотрена ниже. Цепочные ГиИС используют как составные части два функционально завершенных элемента, один из которых — главный процессор, а другой — пре- или постпроцессор. В подчиненных ГиИС составные части — функционально завершенные элементы. Однако в этом случае один из них, подчиненный, включенный в другой, — главный решатель задачи. Метапроцессорные ГиИС используют как составные части один метапроцессор и несколько функциональных элементов. Сопроцессорные ГиИС при решении задачи применяют элементы, как равные партнеры. При этом каждый может передавать информацию каждому, взаимодействовать, обрабатывая подзадачи одной задачи. Если сравнить рассмотренные слабосвязанные ГиИС с другими более интегрированными приложениями, то они проще для разработки и допускают применение коммерчески доступных программ, снижающих бремя программирования. Время на эксплуатацию сокращено из-за простоты интерфейсов файлов, однако увеличена цена коммуникации и ниже производительность ГиИС. Сильносвязанные ГиИС имеют значительное перекрытие с классом слабосвязанных гибридов. Однако последние используют обмен информацией через резидентные структуры памяти, например DDE, в отличие от обмена через внешние файлы в слабосвязанных ГиИС. Это улучшает интерактивные возможности и дает более высокую производительность. Сильносвязанные модели могут функционировать в тех же формах, что и слабосвязанные, однако их пре-, пост — и сопроцессорные варианты по природе быстрее. Здесь используются следящие методы разработки: «доска объявлений», «конвейерная модель»[1] и «вложенные» системы.
- Сильносвязанные ГиИС имеют низкие коммуникационные затраты и более высокую производительность по сравнению со слабосвязанными моделями. Тем не менее, эти ГиИС имеют и три принципиальных ограничения: 1) сложность разработки и поддержки возрастает как следствие внешнего интерфейса данных; 2) сильная связанность страдает от излишнего накопления данных и 3) проверка адекватности затруднена. Рассмотренные слабо- и сильносвязанные ГиИС в силу того, что их состав и структура во многом зависят от решаемой задачи, принято называть ещё и функциональными ГиИС.
- Полностью интегрированные ГиИС совместно используют общие структуры данных и представления знаний, а взаимосвязь между компонентами достигается посредством двойственной природы структур. Это бурно развивающийся в мировой практике класс гибридов, где можно выделить разработку концептуальных нейросетей, основанных на знаниях, коннекционистских экспертных систем, в которых элементы взаимодействуют быстро и просто, а общая информация для независимого решения задачи мгновенно доступна тому и другому компоненту. Ещё один вариант полной интеграции — нечеткие нейросети — гибрид, по структуре похожий на нейросеть и реализующий одновременно нейро- и нечеткие вычисления. Преимущества полной интеграции — надежность, увеличение скорости обработки, адаптация, обобщение, снижение шума, аргументация и логическая дедукция, то, чего в сумме не найти ни в одном классе методов-родителей.

## Полученные результаты
В рамках исследования методологий создания ГиИС в 2001 г. были предложены проблемно-структурная методология и технология разработки ГиИС, позволяющие синтезировать ГиИС для решения сложных (состоящих из множества подзадач, требующих применения различных методов имитации интеллектуальной деятельности человека) задач как систему методов решения подзадач сложной задачи. Позже в 2007 г. была предложена проблемно-инструментальная методология разработки ГиИС как обобщение проблемно-структурной методологии на случай отсутствия релевантных методов решения подзадач сложной задачи.
На основе предложенных методологий и технологий разработаны ГиИС для практического применения в различных областях: сменно-суточное планирование в морском порту, планирование в биопроизводственной системе, проектирование автоматики морских транспортных судов, решения сложных транспортно-логистических задач, среднесрочного планирования на производственном предприятии с мелкосерийным характером производства и другие. Подробное описание перечисленных ГиИС и результатов их практического использования может быть найдено в соответствующих источниках.
В настоящее время нашли широкое применение гибридные интеллектуальные системы, основанные на сочетании экспертных систем и нейросетей. Архитектура подобных систем, является легко расширяемой и адаптируемой к нагрузкам за счет масштабирования существующих или добавления новых модулей. Такой подход позволяет снизить стоимость разработки интеллектуальной системы в целом, за счет использования быстродействия экспертных систем и упрощенного получения знаний, где используются нейросети. Такие гибридные системы очень часто используются в категоризации и фильтрации данных, например, в гибридной категориальной системе для использования в агрегации контента , система для категоризации многоязычных документов, высоконагруженная система для классификации сообщений в соц. сети Твиттер.

## Список использованной литературы
1. 1 2 3 4 5 6  Колесников А. В. Гибридные интеллектуальные системы: Теория и технология разработки. — СПБ: Изд-во СПбГТУ, 2001. — 711 с.
2. 1 2  Medsker L.R. Hybrid Intelligent Systems. — Boston: Kluwer Academic Publishers, 1995. — 298 с.
3. ↑  Клачек П. М., Корягин С. И., Колесников А. В., Минкова Е. С. Гибридные адаптивные интеллектуальные системы. Ч. 1: Теория и технология разработки: монография. — Калининград: Изд-во БФУ им. И. Канта, 2011. — 374 с.
4. ↑  Колесников А. В., Кириков И. А., Листопад С. В., Румовская С. Б., Доманицкий А. А. Решение сложных задач коммивояжера методами функциональных гибридных интеллектуальных систем / Под ред. А. В. Колесникова. — М.: ИПИ РАН, 2011. — 295 с.
5. ↑  Колесников А. В., Солдатов С. А. Теоретические основы решения сложной задачи оперативно-производственного планирования с учётом координации. // Вестник Российского государственного университета им. Иммануила Канта. Вып. 10: Сер. Физико-математические науки. — Калининград: Изд-во. РГУ им. И. Канта, 2009. — С. 82-98
6. ↑  Denis Aleksandrovich Kiryanov. Hybrid categorical expert system for use in content aggregation (англ.) // Программные системы и вычислительные методы. — 2021-12-21. — Вып. 4. — С. 1–22. — ISSN 2454-0714. — doi:10.7256/2454-0714.2021.4.37019.
7. ↑  The GENIE Project - A Semantic Pipeline for Automatic Document Categorisation: // Proceedings of the 10th International Conference on Web Information Systems and Technologies. — Barcelona, Spain: SCITEPRESS - Science and and Technology Publications, 2014. — С. 161–171. — ISBN 978-989-758-023-9, 978-989-758-024-6. — doi:10.5220/0004750601610171. Архивировано 4 июня 2018 года.
8. ↑  Joao P. Carvalho, Hugo Rosa, Gaspar Brogueira, Fernando Batista. MISNIS: An intelligent platform for twitter topic mining (англ.) // Expert Systems with Applications. — 2017-12. — Vol. 89. — P. 374–388. — doi:10.1016/j.eswa.2017.08.001. Архивировано 25 февраля 2021 года.

## Рекомендуемая литература
1. Колесников А.В. Гибридные интеллектуальные системы: Теория и технология разработки / Под ред. А.М. Яшина. — СПб.: Изд-во СПбГТУ, 2001. — 711 с. — ISBN 5-7422-0187-7.
2. Гаврилов А.В. Гибридные интеллектуальные системы. — Новосибирск: Изд-во НГТУ, 2003. — 168 с.
3. Ярушкина Н.Г. Основы теории нечетких и гибридных систем. — М.: Финансы и статистика, 2004. — 320 с.
4. Колесников А.В., Кириков И.А. Методология и технология решения сложных задач методами функциональных гибридных интеллектуальных систем. — М.: ИПИ РАН, 2007. — 387 с. — ISBN 978-5-902030-55-3.
5. Батыршин И.З., Недосекин А.А., Стецко А.А., Тарасов В.Б., Язенин А.В.,  Ярушкина Н.Г. Нечеткие гибридные системы: теория и практика / Под ред. Н.Г. Ярушкиной. — М.: Физматлит, 2007. — 207 с. — ISBN 978-5-922107-86-0.
6. Колесников А.В., Кириков И.А., Листопад С.В., Румовская С.Б.,Доманицкий А.А. Решение сложных задач коммивояжера методами функциональных гибридных интеллектуальных систем / Под ред. А.В. Колесникова. — М.: ИПИ РАН, 2011. — 295 с. — ISBN 978-5-902030.
7. Клачек П.М., Корягин С.И., Колесников А.В., Минкова Е.С. Гибридные адаптивные интеллектуальные системы. Ч. 1: Теория и технология разработки: монография. — Калининград: Изд-во БФУ им. И. Канта, 2011. — 374 с. — ISBN 978-5-9971-0140-4.
8. Колесников А.В.,  Солдатов С.А. Теоретические основы решения сложной задачи оперативно-производственного планирования с учётом координации // Вестник Российского государственного университета им. Иммануила Канта. — Калининград: Изд-во. РГУ им. И. Канта, 2009. — Вып. 10: Сер. Физико-математические науки. — С. 82—98.
9. Medsker L.R. Hybrid Intelligent Systems. — Boston: Kluwer Academic Publishers, 1995. — 298 с.
10. Wermter S., Sun R. Hybrid Neural Systems. — Heidelberg, Germany: Springer-Verlag, 2000.
11. Negnevitsky M. Artificial Intelligence. A guide to intelligent systems. — Harlow, England: Addison-Wesley, 2005.
12. Castillo O., Mellin P. Hybrid Intelligent Systems. — Springer-Verlag, 2006.
13. Jain L.C., Martin N.M. Fusion of Neural Networks, Fuzzy Systems and Genetic Algorithms: Industrial Applications. — CRC Press, CRC Press LLC, 1998.